# Lo siento
"Lo Siento" é o single de estréia da atriz, cantora e compositora espanhola, naturalizada mexicana, Belinda, extraído de seu primeiro álbum. O single recebeu grande divulgação, e teve sucesso nas paradas mexicanas ocupando altas posições, mas, só alcançou a primeira posição seis semanas após o seu lançamento.

## Faixas
| Single promocional (México) |             |         |  |
| N.º                         | Título      | Duração |  |
| 1.                          | "Lo Siento" | 3:30    |  |

| Single promocional (Espanha) |             |         |  |
| N.º                          | Título      | Duração |  |
| 1.                           | "Lo Siento" | 3:30    |  |

| Lo Siento (Remixes) |                                  |         |  |
| N.º                 | Título                           | Duração |  |
| 1.                  | "Lo Siento" (Remix Radio Edit)   | 5:00    |  |
| 2.                  | "Lo Siento" (Remix Main Version) | 5:17    |  |
| 3.                  | "Lo Siento" (I'm Sorry)          | 5:12    |  |

## Videoclipe
O videoclipe da música foi dirigido por Oliver Castro, com a produção da companhia Distrito Films. Ele foi gravado com um fundo verde, onde, após a edição, as cenas de Belinda e de dançarinos contracenavam com várias imagens de fundo. Além disso, existe um momento em que Belinda está vestida com um vestido preto e um par de sapatos e, uma em que ela veste uma camisa cor-de-rosa. O desfecho do videoclipe se dá quando Belinda pinta a tela com um spray e, escreve "Lo Siento" em um muro imaginário.

## Desempenho nas paradas musicais
Como dito, a canção alcançou altas posições nas paradas mexicanas, mas, apenas seis semanas após seu lançamento o single alcançou a primeira posição. No Peru, o single que estreou na 18° posição saltou para a 1° colocação, ficando as quatro semanas no topo das paradas nacionais. Além de alcançar a primeira posição no México e no Peru, a canção atingiu o topo das paradas espanholas.
| País              | Parada musical (2003/2004) | Melhor posição |
| ----------------- | -------------------------- | -------------- |
| Espanha           | Top 20                     | 1              |
| México            | Top 100                    | 1              |
| Peru              | Parada Peruana             | 1              |
| Itália            | Top 20                     | 2              |
| Noruega           | Top 20                     | 2              |
| França            | Parada de Single           | 3              |
| Austrália         | Top 50                     | 4              |
| Países Baixos     | Top 40                     | 9              |
| Argentina         | Top 20                     | 16             |
| Chile             | Top 20                     | 18             |
| Brasil            | Brasil Hot 100 Airplay     | 99             |
| Mundo             | Top 30                     | 21             |
| América Latina    | Pop Airplay                | 34             |
| América Espanhola | Top 40                     | 38             |
| Mundo             | Top 100 Airplay            | 87             |

## Se Diferente
"Se Diferente" é uma versão de "Lo Siento", cantado pela própria Belinda para  campanha de Natal da Televisa Monterrei. A canção possui o mesmo instrumental, mas, apenas as letras foram modificadas. A canção ainda possui um videoclipe gravado em Dezembro de 2003, mesmo dia do lançamento, onde, mostra várias partes de Monterrei.

## Versões e Adaptações
| Versão Original |                         |             |         |  |
| N.º             | Título                  | Intérprete  | Duração |  |
| 1.              | "I'm Sorry" (em Inglês) | Mika Newton | 3:30    |  |

| Adaptações |                    |                 |         |  |
| N.º        | Título             | Intérprete      | Duração |  |
| 1.         | "TOY" (em Japonês) | Nakanomori BAND | 3:31    |  |